# Скрам (рагби 13)
У рагбију 13, нема гурања у скраму, а скрам се састоји од 6 рагбиста.

Скрам је начин извођења лопте у рагбију 13. Противник при извођењу не сме да је одузима (као што сме у рагбију 15). Ту се "меле" обе екипе склапа у скрам. To је 6 играча, док још један играч убацује јајасту рагби лопту у скрам и изводи је из скрама. Овде одбрана стаје на 5 метара од скрама. Скрам у рагбију 13, чине играчи прве, друге и треће линије скрама са бројевима од 8 до 13 (стубови, талонер, друга линија и чеп).
Ако рагбиста баци лопту унапред, судија прекида игру и додељује скрам противничкој екипи.